# 迷路のまち

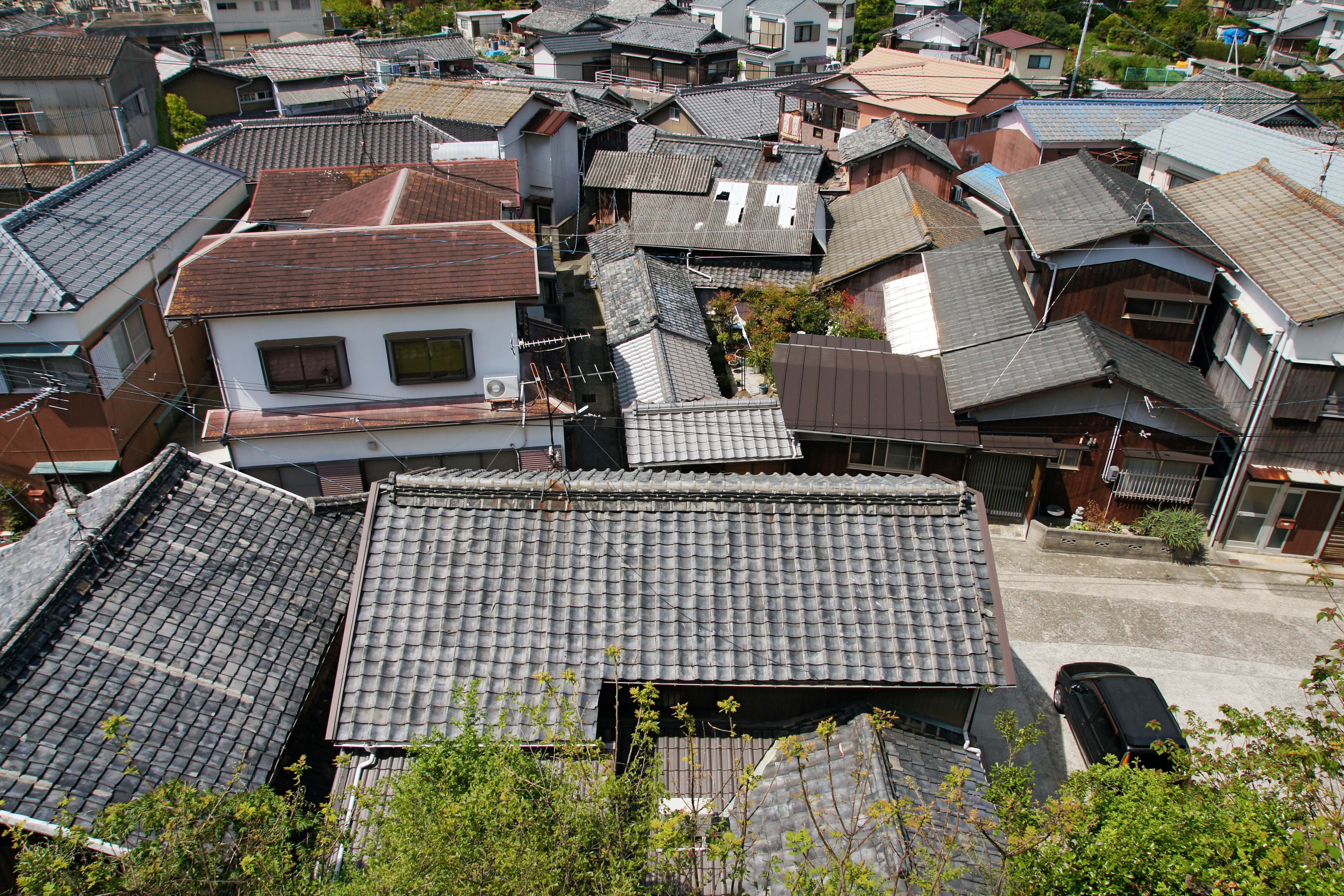
迷路のまち

迷路のまち（めいろのまち）とは、香川県小豆郡土庄町（小豆島）にある迷路のように入り組んだ地域と周辺散策路の名称である。

## 概要
南北朝時代、備前児島の佐々木信胤が南朝方に寝返り、小豆島へと押し入り星ケ城を拠点に構えていた。これを討ち取るため北朝方の細川氏の軍勢が小豆島に攻めこみ、南北両朝の軍勢が陸海での総力戦となった際に佐々木勢が攻防に備え路地を複雑に入り組んだものにした、というのが土庄町周辺に残る迷路型路地の起こりである。日本ではこのような路地は次第に姿を消したため、今では珍しいものとなっている。
地区内には西光寺や小豆島尾崎放哉記念館などがある。

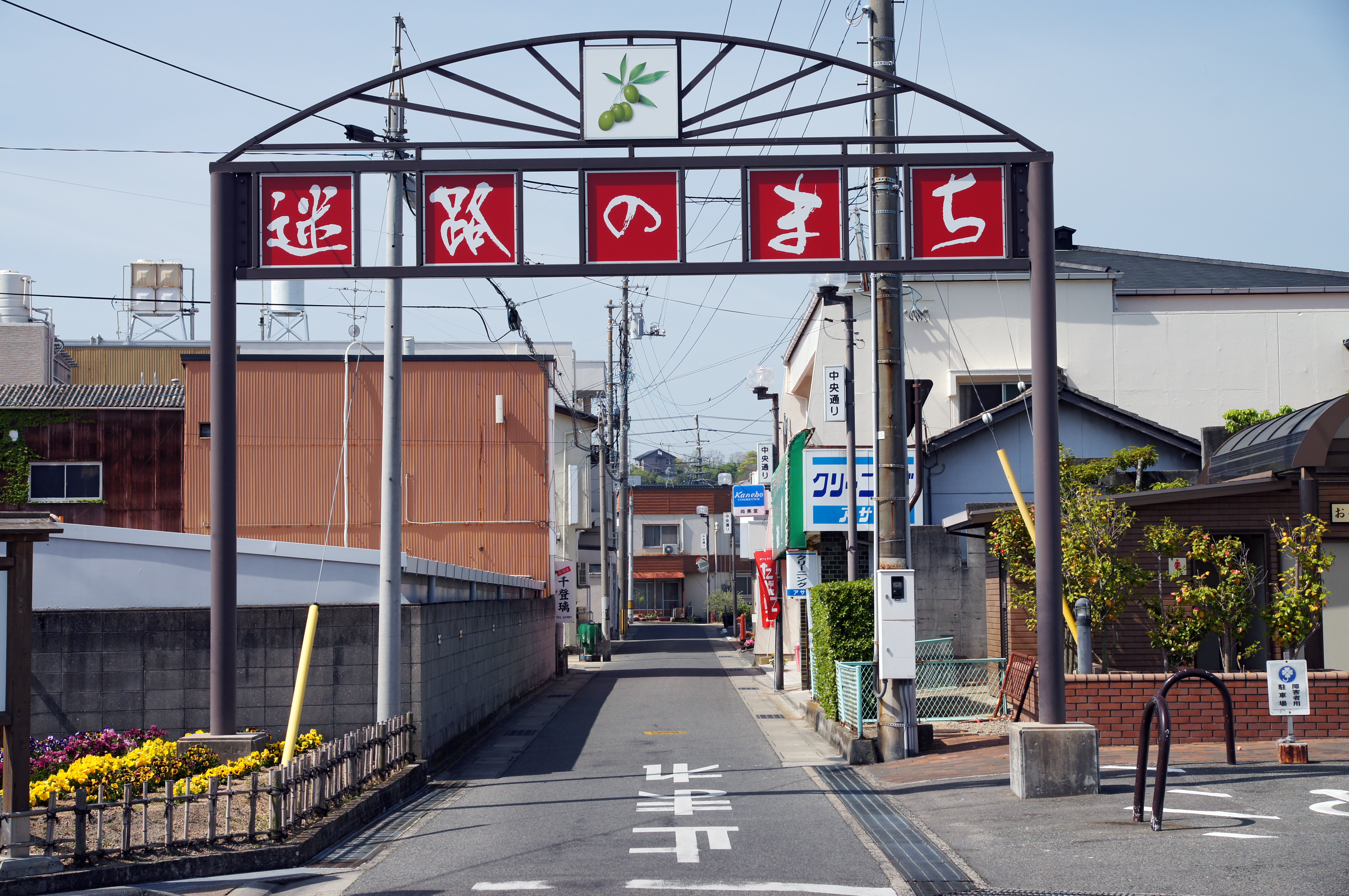
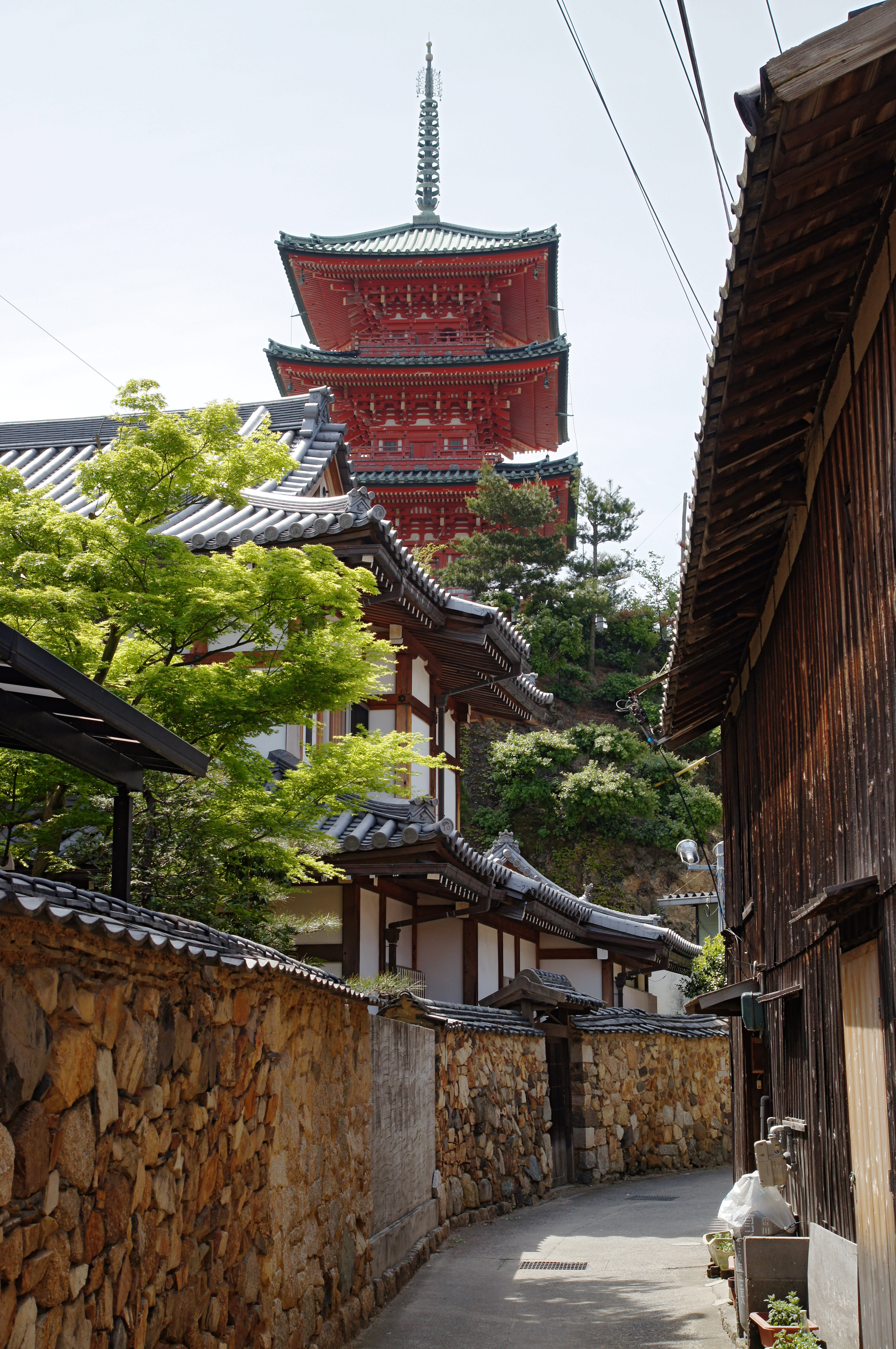
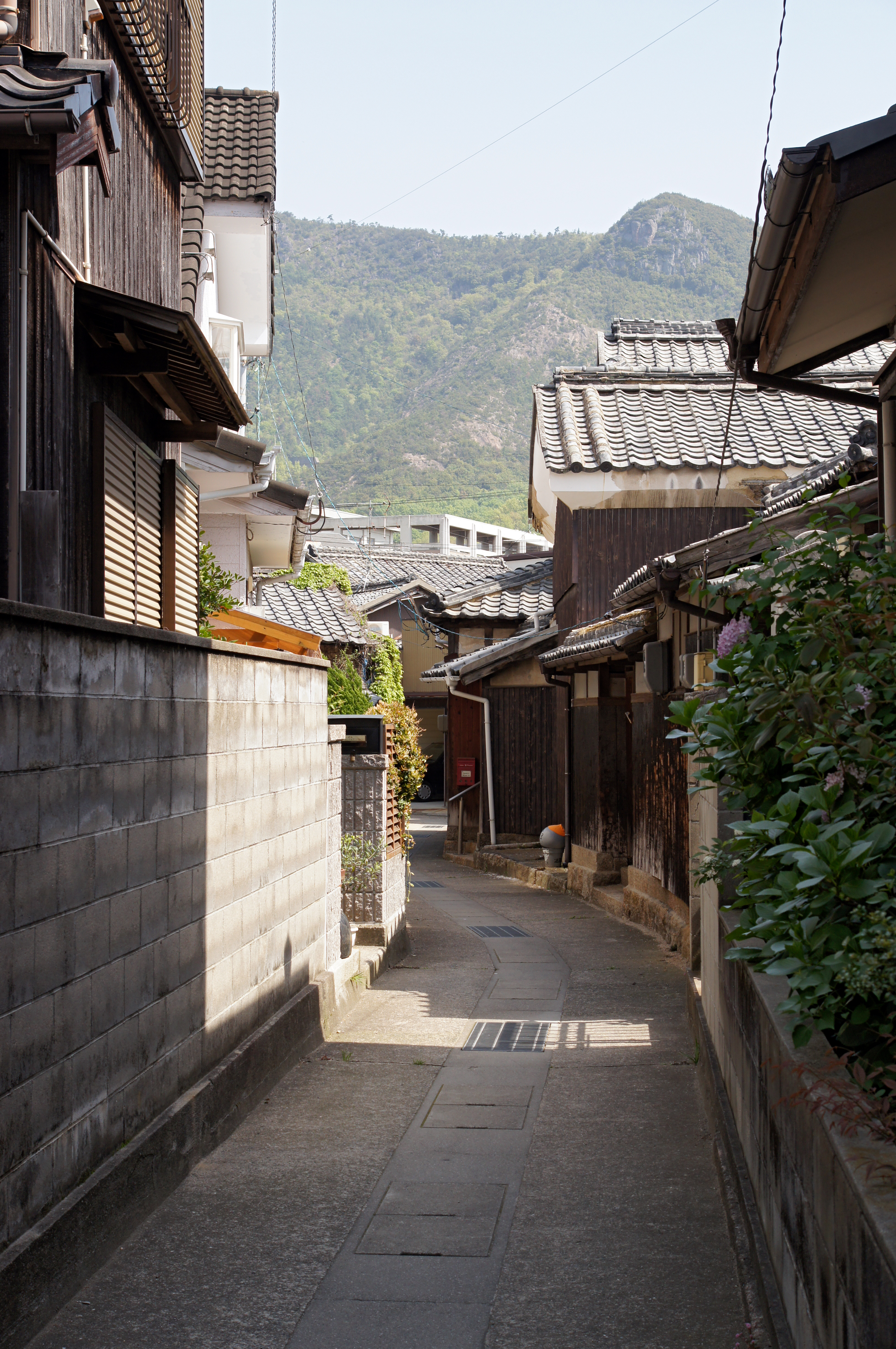
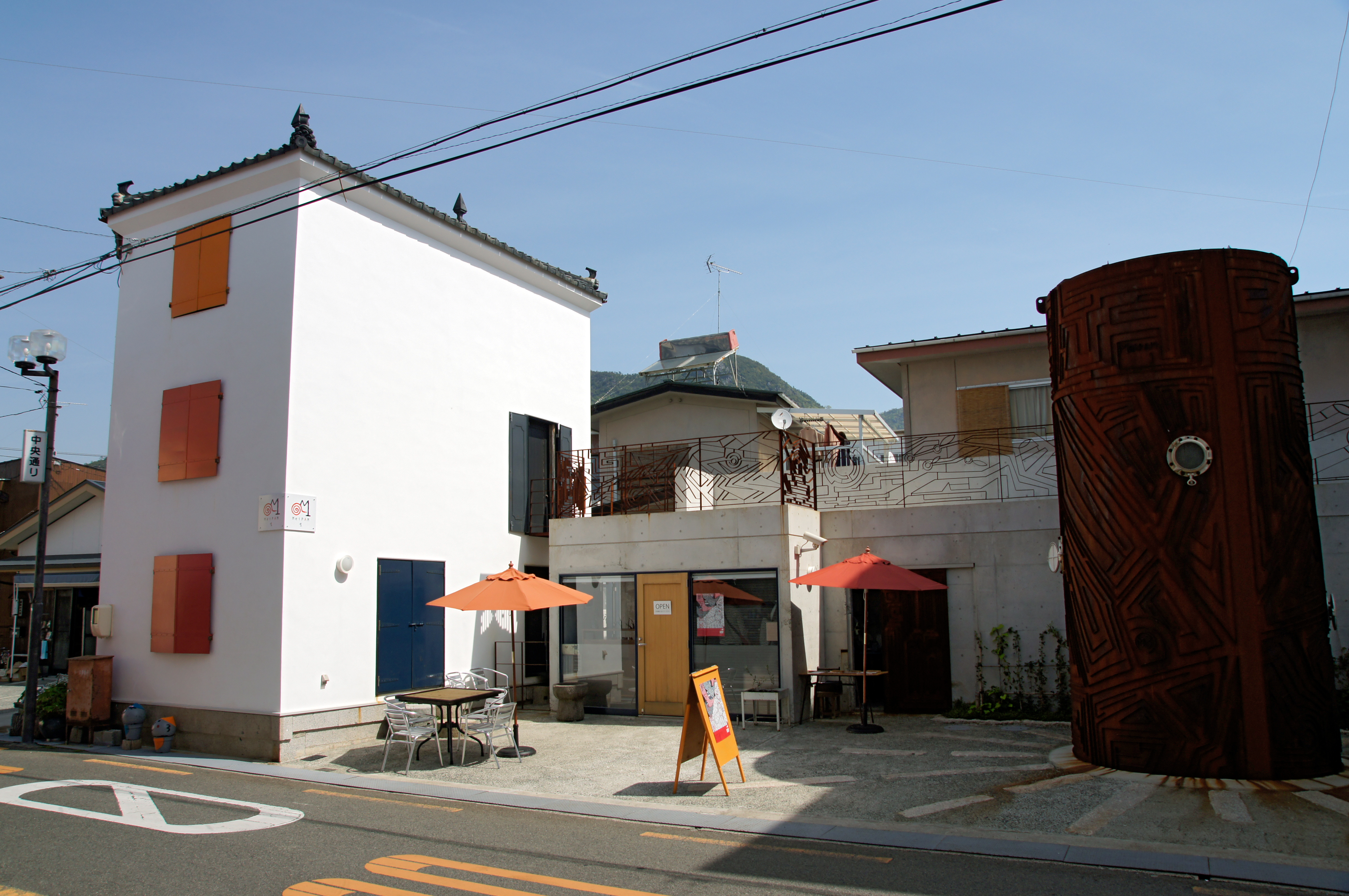

## 交通アクセス
- 土庄港から小豆島オリーブバスで約3分、「土庄本町」下車
- 池田港から小豆島オリーブバスで約10分、「土庄本町」下車
- 坂手港から小豆島オリーブバスで約30分、「土庄本町」下車

## 周辺
- エンジェルロード
- 土渕海峡